# General Güemes (departement van Chaco)
General Güemes is een departement in de Argentijnse provincie Chaco. Het departement (Spaans:  departamento) heeft een oppervlakte van 25.487 km² en telt 62.227 inwoners.

## Plaatsen in departement General Güemes
- El Cebilar
- El Sauzalito
- Fuerte Esperanza
- Juan José Castelli
- Miraflores
- Misión Nueva Pompeya
- Villa Río Bermejito